# Carolina Dog
Il cane della Carolina, noto anche come cane giallo, cane yaller, American Dingo, o Dixie Dingo, è una razza di cane selvatico di taglia media che vive principalmente negli Stati Uniti sudorientali, specialmente in tratti isolati di pini a foglia lunga e paludi di cipressi. Il reinserimento dei cani Carolina è recentemente diventato popolare e possono diventare buoni animali domestici con un'adeguata socializzazione. Dal 2008, gli sforzi di selezione artificiale per stabilirli come razza standardizzata (chiamata solitamente in maiuscolo come Carolina Dog) hanno compiuto alcuni progressi, con il riconoscimento in due club nazionali di canile più piccoli e l'accettazione nel programma di allevamento di uno principale.

## Storia
Originariamente una varietà locale di razza, il cane Carolina è stata riscoperta vivere come una popolazione selvatica, anche se originariamente documentati in pubblicazioni dedicate al cane nel 1920.  I cani Carolina mostrano una mescolanza con razze di cani dell'Asia orientale.
I cani Carolina sono di taglia media; l'altezza varia da 17 a 24 pollici (45–61 cm) e un peso compreso tra 30 e 65 libbre (15–30 kg). Le orecchie sono caratteristiche e sono erette, molto lunghe e moderatamente sottili, si assottigliano fino a punte elegantemente appuntite e possono essere ruotate individualmente nella direzione di qualsiasi suono, fornendo un udito estremamente sensibile.

## Caratteristiche
Il cane varia in corporatura da animali muscolosi ma snelli e aggraziati ad animali un po' più tozzi. Anche le zampe dei cani sono aggraziate ma forti. La parte centrale posteriore è ferma e stretta. La corporatura complessiva in un cane Carolina sano e adeguatamente nutrito è da snella a un po' più tozza, forte e atletica. Le zampe sono relativamente grandi. Il muso e le orecchie notevolmente allungate a forma di volpe sono simili a spitz. La coda è solitamente rivolta verso l'alto e spesso presenta una piega uncinata. Il mantello è generalmente corto e liscio, caratteristico di un cane da clima caldo.
I colori variano e possono includere zenzero rossastro, buff, fulvo, nero focato o pezzato con o senza aree bianche su dita delle zampe, petto, coda e muso. Gli occhi sono obliqui e a forma di mandorla. Gli occhi variano di colore, ma di solito sono marrone scuro o arancione da medio a scuro. L'area lungo i bordi degli occhi ha spesso (ma non sempre) una caratteristica colorazione nera "eyeliner" che diventa più pronunciata per contrasto nei cani di colore più chiaro. Le labbra sono spesso nere, anche nei cani di colore chiaro. Spesso i cuccioli hanno una maschera melanica che di solito svanisce quando arriva il mantello degli adulti.
I cani Carolina femmina hanno tre cicli estrali in rapida successione, che si stabiliscono in cicli riproduttivi stagionali quando c'è abbondanza di cuccioli. Questo è pensato per garantire un rapido allevamento in natura prima che malattie, come la filaria, prendano il sopravvento.